# 馬斯庫
60°34′15″N 22°06′00″E / 60.57083°N 22.10000°E

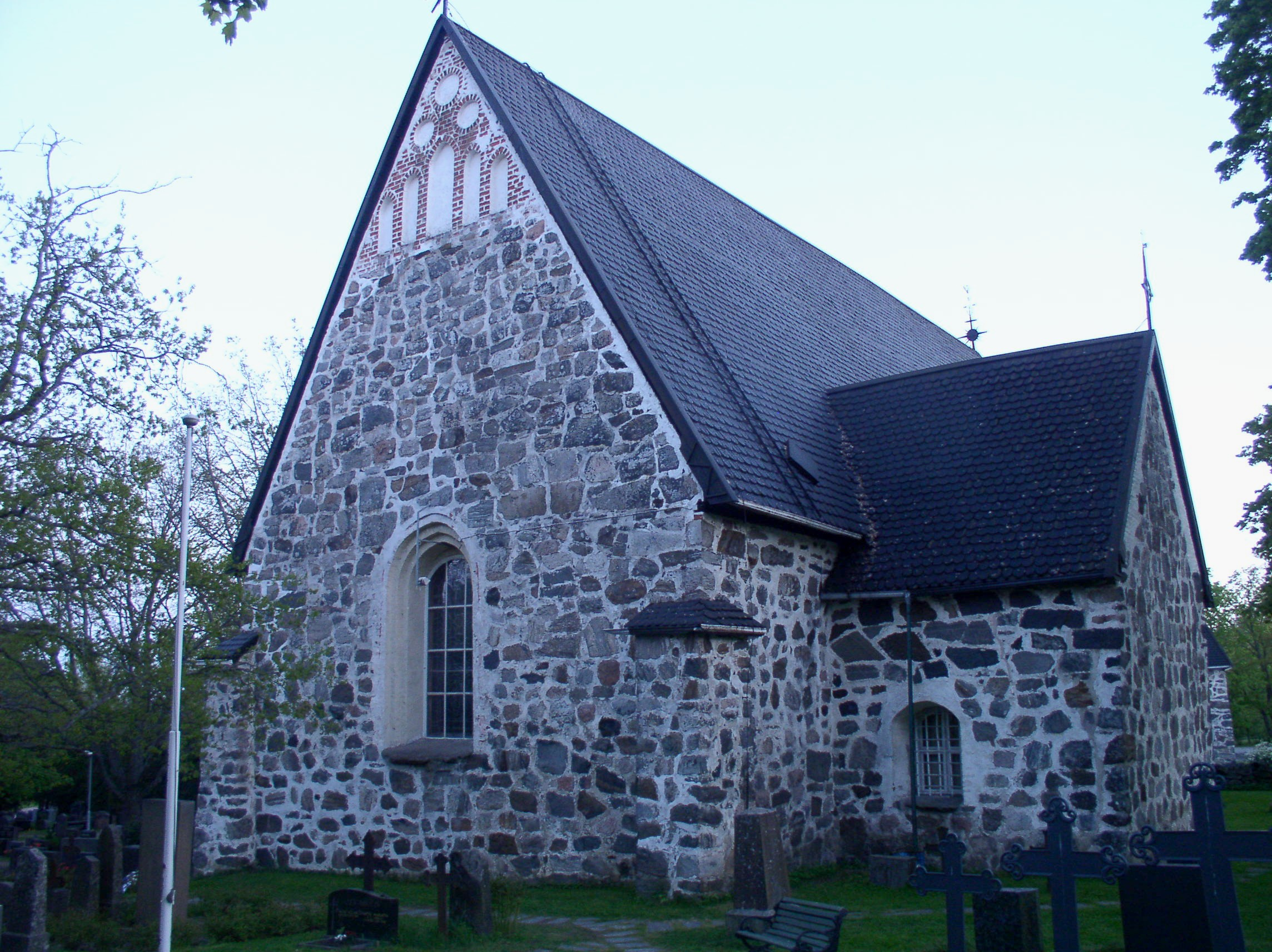
马斯库教堂

馬斯庫（芬蘭語：Masku）是芬蘭的市鎮，位於該國南部，由西南芬蘭區負責管轄，距離圖爾庫18公里，面積204平方公里，2013年人口9,577，人口密度為每平方公里54.76人。

## 外部連結
- Municipality of Masku （页面存档备份，存于） – Official website （文）